# Open 13 2009
L'Open 13 2009  è stato un torneo di tennis giocato sul cemento indoor.
È stata la 17ª edizione del Open 13 facente parte dell'ATP World Tour 250 series nell'ambito dell'ATP World Tour 2009. 
Si è giocati al Palais des Sports di Marsiglia in Francia,dal 16 al 22 febbraio 2009.

## Partecipanti

### Teste di serie
| Giocatore          | Nazionalità     | Ranking* | Testa di serie |
| ------------------ | --------------- | -------- | -------------- |
| Novak Đoković      | Serbia          | 3        | 1              |
| Gilles Simon       | Francia         | 8        | 2              |
| Gaël Monfils       | Francia         | 11       | 3              |
| Jo-Wilfried Tsonga | Francia         | 12       | 4              |
| Tomáš Berdych      | Repubblica Ceca | 24       | 5              |
| Richard Gasquet    | Francia         | 27       | 6              |
| Marat Safin        | Russia          | 26       | 7              |
| Feliciano López    | Spagna          | 28       | 8              |

- Ranking al 16 febbraio 2009.

### Altri partecipanti
Giocatori che hanno ricevuto una Wild card:
- Marat Safin
- Grigor Dimitrov

Giocatori passati dalle qualificazioni:

- Illja Marčenko
- Richard Bloomfield
- Jerzy Janowicz
- Rik De Voest (lucky loser)
- George Bastl (lucky loser)
- Laurent Recouderc

## Campioni

### Singolare
Jo-Wilfried Tsonga ha battuto in finale  Michaël Llodra con il punteggio di 7–5, 7–6(3)

### Doppio
Arnaud Clément /  Michaël Llodra hanno battuto in finale  Julian Knowle /  Andy Ram con il punteggio di 3–6, 6–3, 10–8